# トリアゾール

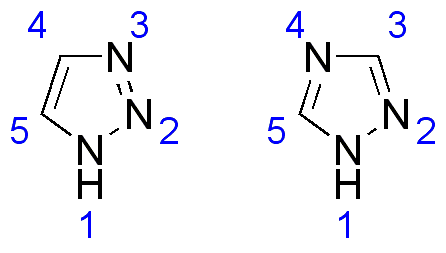
トリアゾールの異性体、青字は位置番号を示す

トリアゾール (triazole) は含窒素複素環の1つで、5員環に3つの窒素原子を含むものを指す。C2H3N3 の分子式で表され、窒素原子の位置が異なる2種の異性体があり、それぞれ1,2,3-トリアゾール、1,2,4-トリアゾールと呼ばれる。

## 1,2,3-トリアゾール
アルキンとアジドの1,3-双極子付加反応によって合成され、この反応は他の官能基の影響をほとんど受けず効率よく進行する。これを利用したクリックケミストリーと呼ばれる手法が急速に進展し、注目を集めている。芳香族性を持つため、3つの窒素原子が隣接した構造を持つ化合物としては非常に安定である。500 ℃での瞬間真空熱分解 (FVP) によって窒素分子 (N2) を失い、アジレンなどを与える。この構造はタゾバクタムなどの医薬品に含まれる。

## 1,2,4-トリアゾール
アインホルン・ブルーナー反応によってイミドとアルキルヒドラジンから合成される。また1,3,4-オキサジアゾールと一級アミンを加熱することで、1-置換体を合成することが可能である。抗真菌剤のフルコナゾール、イトラコナゾールなど、いくつかの医薬品がこの構造を含む。